# Prunus africana
Prunus africana, de nombre vulgar en la zona como «red stinkwood» (ver otros nombres más abajo), es una especie de árbol perteneciente a la familia de la rosáceas que se encuentra en África.

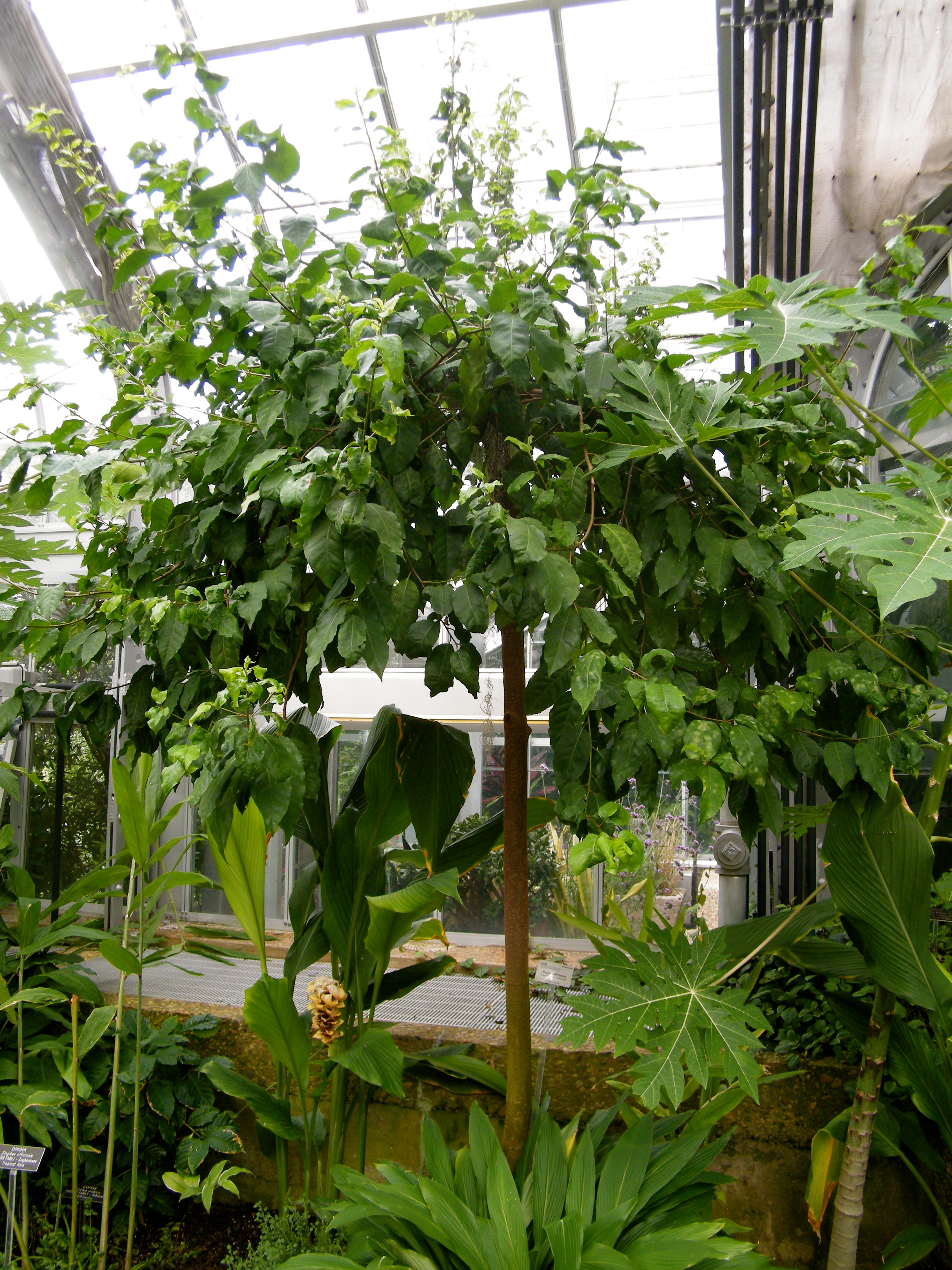
Vista del árbol.

## Descripción
La corteza de este árbol es negra bronce, acanalada o agrietada y escamosa, agrietando en un patrón rectangular característico. Las hojas son alternas, simples, de 8 a 20 cm de largo, elípticas, con las puntas embotadas o agudas, glabras y verde oscuro en el haz, verde pálido en el envés, con los márgenes suavemente serrados. Una vena central está deprimida en el extremo, y es prominente en la parte inferior. El pecíolo de unos 2 cm es rosado o rojo. La flor es andrógina, con 10 a 20 estambres, de 3 a 8 cm de longitud, blancos o de color verdoso,  y se distribuyen en racimos axilares de 70 milímetros. La planta florece de octubre a mayo. Los estambres son polinizados por insectos. La fruta es de roja a bronce, de 7 a 13 mm., más ancha que larga, con dos lóbulos con una semilla en cada lóbulo. Crece en manojos que maduran de septiembre a noviembre, varios meses después de la polinización.

## Distribución y hábitat
Está en estado natural como árbol de hoja perenne en las regiones montañosas del África subsahariana y las islas de Madagascar, Santo Tomé y Príncipe, Fernando Po y Gran Comora en la franja de 900 a 3400 m de altitud. El árbol maduro alcanza un desarrollo entre 10 a 25 m alto, con ramaje abierto ramificado y a menudo colgante en el bosque, más corto y con una corona de diámetro redondeado de 10 a 20 m en el prado. Requiere un clima húmedo, 900 a 3400 mm de precipitación anual, y es resistente a las heladas moderadas.

## Ecología
Como en otros miembros del género Prunus, Prunus africana posee nectarios extraflorales que proveen una fuente de nutrientes a insectos anti-herbívoros a cambio de la protección del follaje.

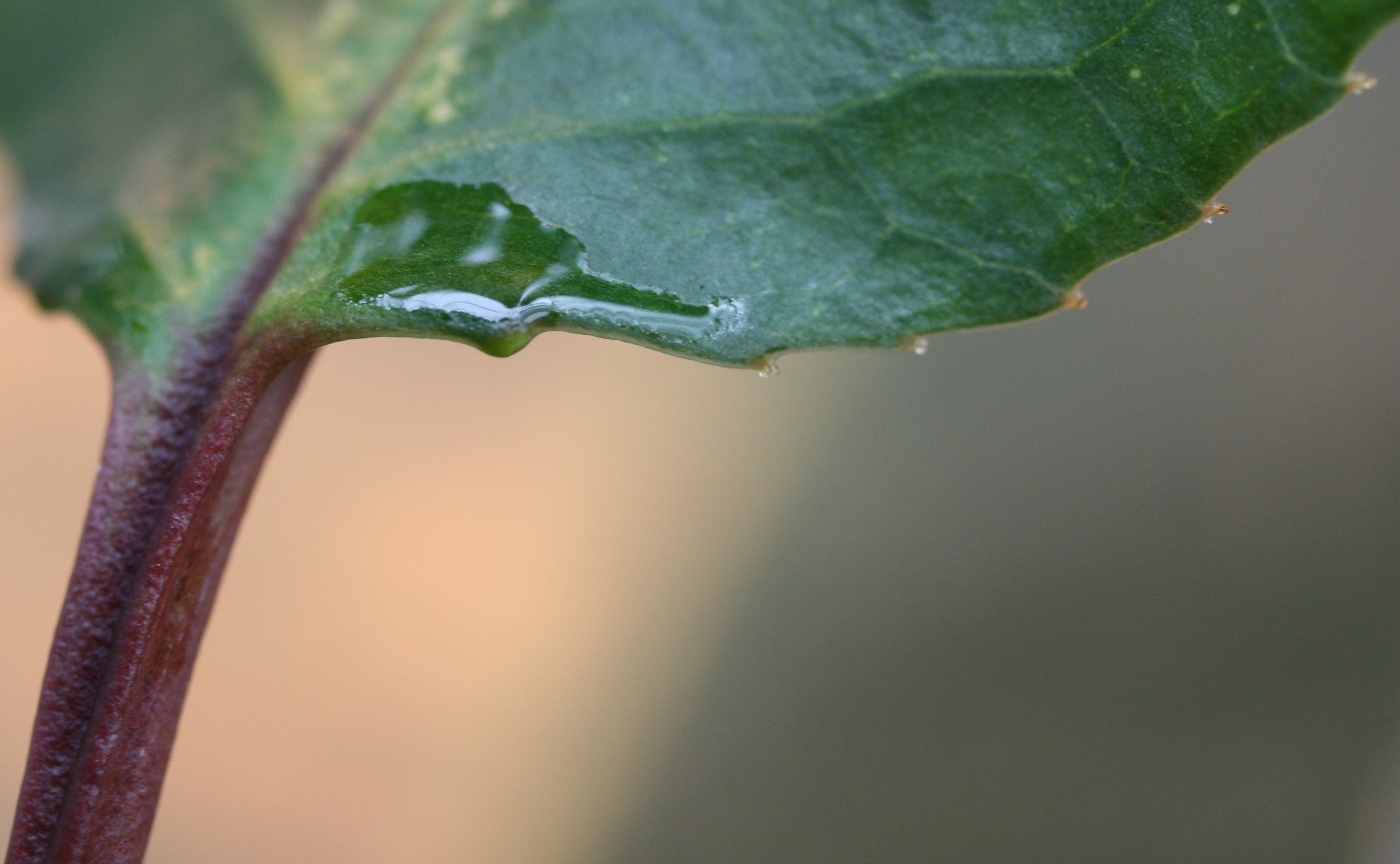
nectarios extraflorales en los bordes de las hojas.

La fruta es demasiado amarga como para interesar en uso humano; sin embargo, es un suministro de alimento muy apreciado para muchos animales, que separan las semillas. Dian Fossey en sus informes sobre el gorila de montaña (Gorilas en la niebla) decía que: «Las laderas del noroeste del Visoke albergan varios rodales de Pygeum africanum …. Las frutas de este árbol son muy apreciadas por los gorilas». El East African Mammals presenta informaciones de que los especímenes de Pygeum son el hábitat de la rara ardilla de montaña de Carruther y afirma, «Este tipo de bosque tiende a presentar una cubierta más bien quebrada con muchos árboles ahogados por especies trepadoras y densa maleza».

Actualmente se encuentra incluido en el apéndice II del CITES.

## Usos

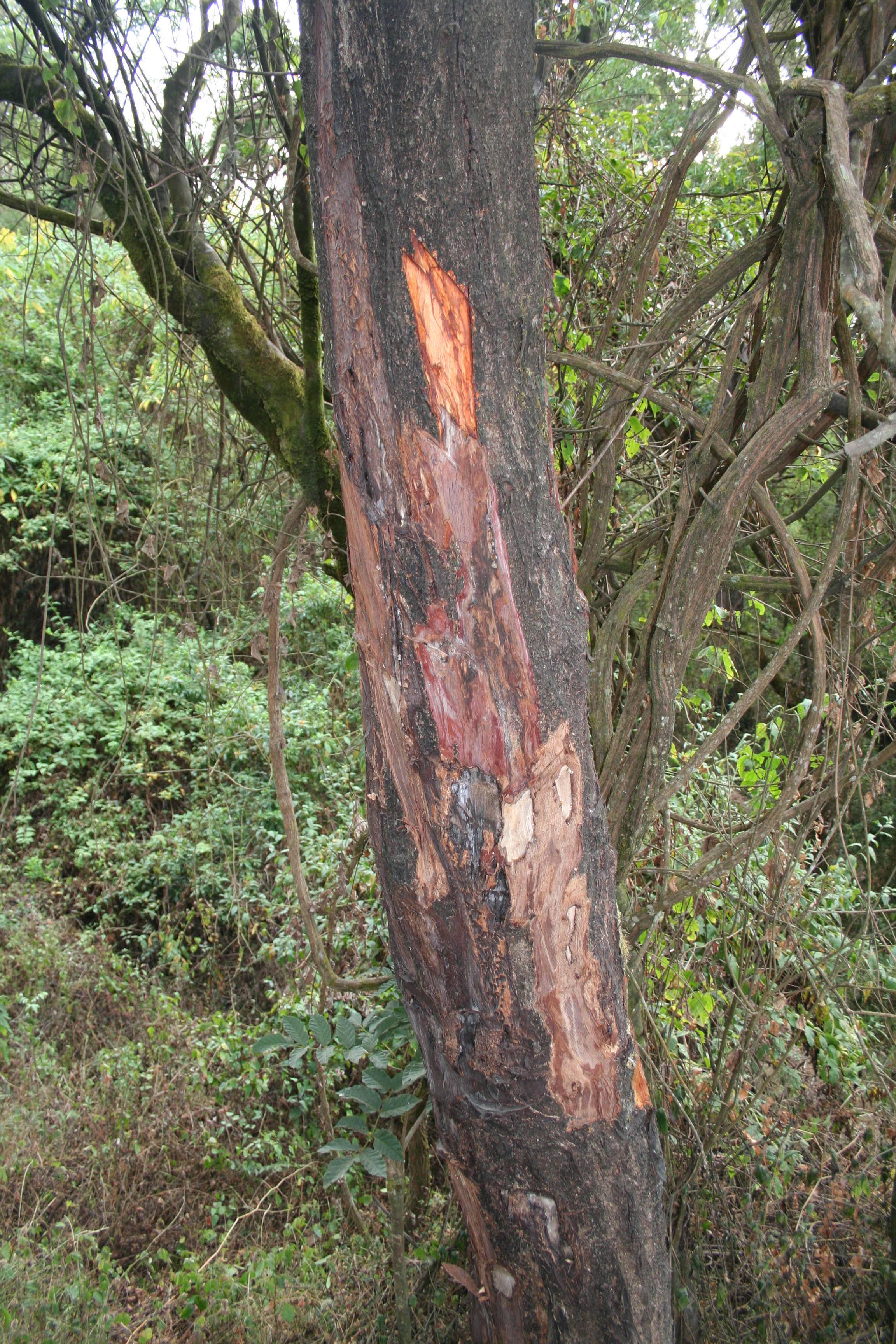
Prunus africana con la corteza cortada en tiras.

Un extracto denominado "Pygeum", es un remedio herbario preparado a partir de la corteza del Prunus africana que se utiliza para tratar la Hiperplasia benigna de próstata (HBP). La recolección de la corteza madura con este fin ha dado lugar a que la especie se encuentre en peligro de extinción, debido a que algunos recolectores, estimulados por el alto precio del kilo de corteza, quitaban demasiada corteza de una manera no sostenible. En la década de 1990 se estimaba que eran procesados anualmente unos 35.000 árboles. La demanda creciente de la corteza ha llevado al cultivo del árbol por sus aplicaciones medicinales.
La madera es  dura y se emplea en la fabricación de mangos de hachas y de azadas, de utensilios, de carros, de suelos de pisos y de muebles. Es una madera resistente, pesada, de grano recto y rosada, con un olor acre de amargo almendrado cuando está recién cortada, cambiando más adelante a caoba e inodoro.

## Descubrimiento y clasificación
El nombre del remedio, "Pygeum", viene del nombre de la planta, que fue descubierta a la botánica por Gustav Mann durante su primera exploración europea ahora famosa de la Cordillera de Camerún, con Richard Francis Burton y Alfred Saker, en 1861. Una carta de Mann a la Sociedad linneana de Londres, leída por William Jackson Hooker, entonces director del Real Jardín Botánico de Kew, describe el 5 de junio de 1862  los picos de la cordillera del Camerún (tales como monte Victoria, más tarde denominado como Monte Camerún) y los especímenes de allí. Los especímenes  fueron enviados  al Real Jardín Botánico de Kew para su catalogación, que fue realizada por William Hooker y su hijo, Joseph Dalton Hooker, que tuvo la responsabilidad de publicarlos, pues William murió en 1865.
. Evidentemente Hooker había hecho el contenido del J. Proc. Linn. Soc., Bot. 7 de 1864 disponible para algunos, ya que Burton menciona el volumen y la carta de Mann en 1863.
Hooker da escasas aclaraciones de por qué eligió el nombre de Pygeum; sin embargo, dice que era vox populi entre botánicos. La fruta del espécimen de Kirk era una «esfera muy deprimida»; Por esto  significó referirse al género de Joseph Gaertner sin ninguna duda como de «Pygeum», el cual innova Pygeum procedente de la palabra griega, πυγή, «grupa, trasero», debido a que los lóbulos del fruto se asemejan a los músculos humanos del  gluteus maximus.
En 1965 Cornelis Kalkman trasladó Pygeum al género Prunus y esta clasificación ha sido aceptada hasta ahora. Sin embargo, una nota de un reciente estudio cladístico de Pygeum: «su relación con el género Prunus permanece aún sin confirmar por pruebas moleculares cladísticas».

## Nombres
Prunus africana también es conocido con los nombres populares siguientes en inglés:  Pygeum, Iron Wood,  Stinkwood (rojo), African Plum (ciruela africana), African Prune (pruno africano), African Cherry (cereza africana), Bitter Almond (almendra amarga). En otras lenguas de las regiones donde crece; en amharic 'tikur inchet', en chagga 'Mkonde-konde', en kikuyu 'Muiri', en luganda 'Entasesa' o 'Ngwabuzito', en xhosa 'uMkakase', en zulú 'Inyazangoma-elimnyama' y en afrikáans 'Rooistinkhout'.

## Evidencias paleobotánicas
Un estudio de 1994/1995 publicado en 1997 por Marchant y Taylor hizo un análisis de polen fósil y datación de radiocarbono de dos muestras encontradas en un pantano del monte Mubindi en Uganda.
El pantano es una acumulación a una altitud de 2100 m s. n. m. entre crestas montañosas. Es un «bosque bajo de montaña»  húmedo; en el interior del parque nacional de la Selva Impenetrable de Bwindi. Los investigadores encontraron que ese Prunus de montaña, representado por el actualmente existente allí Prunus africana, ha estado en esa acumulación de manera continua desde su zona de polen MB6.1, con una edad aproximada de entre 43 000 a 33 000 años.

## Taxonomía
Prunus africana fue descrita por (Joseph Dalton Hooker) Cornelis Kalkman y publicado en Blumea 13(1): 33–34, f. 13, en el año 1965.

### Etimología
Ver: Prunus: Etimología
africana: epíteto geográfico que alude a su localización en África.

### Sinonimia
- Pygeum africanum Hook. f. basónimo
- Pygeum crassifolium Hauman[22]